# Epilobium stracheyanum
Epilobium stracheyanum är en dunörtsväxtart som beskrevs av Haussk.. Epilobium stracheyanum ingår i släktet dunörter, och familjen dunörtsväxter. Inga underarter finns listade i Catalogue of Life.